# James Pond
James Pond, anche conosciuto come James Pond: Underwater Agent, è un videogioco a piattaforme sviluppato dalle software house britanniche Vectordean Ltd e Millennium Interactive, e pubblicato dalla Millennium Interactive ed Electronic Arts per numerose consoles e computer nel 1990.
Il personaggio del videogioco, che è una parodia di James Bond, divenne piuttosto popolare al punto che gli fu dedicata una serie di fumetti. Il videogioco generò due sequel: James Pond 2: Codename RoboCod, considerato da molti il migliore della serie, e James Pond 3: Operation Starfish. Il personaggio venne anche usato per un gioco sportivo arcade: James Pond's Crazy Sports (The Aquatic Games Starring James Pond and the Aquabats).

## Modalità di gioco
Ogni livello di James Pond ruota intorno ad una missione specifica che può essere quella di trovare un particolare oggetto o salvare un animale marino tenuto in ostaggio o tappare un buco dal quale fuoriesce petrolio.
Nel procedere del gioco James Pond dovrà risolvere puzzle e sconfiggere i nemici che incontrerà sulla sua strada sparandogli contro delle bolle che li cattureranno prima di eliminarli definitivamente.

## Trama
Un malvagio supercattivo chiamato "Dottor Forse" (gioco di parole con il nome del personaggio Dr. Julius No, personaggio del film Dr. No), a capo della multinazionale Acme Oil Co, non soltanto sta riempiendo l'oceano di veleni e rifiuti tossici, ma minaccia la sopravvivenza di tutti i mondi sottomarini. Il protagonista della storia è un pesce antropomorfo mutante chiamato James Pond, assunto dai servizi segreti britannici per proteggere l'oceano e interrompere le criminose attività del dr. Forse. Il videogioco utilizza molti riferimenti parodistici ai film di James Bond, soprattutto nei titoli dei livelli.